# Zegel (prémétro d'Anvers)
Zegel est une station du prémétro d'Anvers, faisant dès lors partie du réseau du tramway d'Anvers. Elle est située à Borgerhout, au croisement de la Zegelstraat  et de la Sint-Janstraat. La station est desservie par les lignes 8 et 10.

## Caractéristiques
Construite dans le cadre du Reuzenpijp, la station fut livrée en 1987 mais ne fut mise en service que le samedi 18 avril 2015. La station est composée de deux tunnels à des profondeurs différentes de vingt mètres sous le sol en direction du centre et vingt-cinq mètres sous le sol pour la voie vers la sortie de la ville.
La station est accessible aux personnes à mobilité réduite grâce à deux ascenseurs.